# Ẩm thực Balkan
Ẩm thực Balkan có thể là:

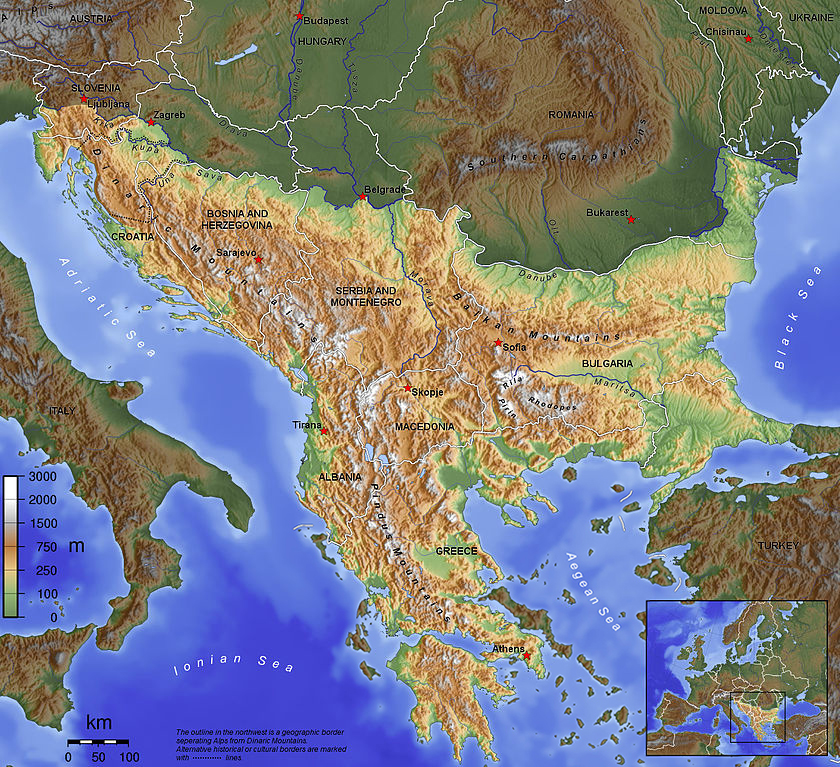
Bán đảo Balkan

- Ẩm thực Albania các món ăn quốc gia của người Albania
- Ẩm thực Bosna và Hercegovina, các món ăn của Bosnia và Herzegovina
- Ẩm thực Bulgaria, các món ăn của Bulgaria
- Ẩm thực Croatia, các món ăn của Croatia
- Ẩm thực Hy Lạp, các món ăn của Hy Lạp
- Ẩm thực Kosovo, các món ăn của Kosovo
- Ẩm thực Macedonia, các món ăn truyền thống của Cộng hoà Macedonia
- Ẩm thực Macedonia (Hy Lạp), các món ăn của vùng Macedonia ở phía bắc Hy Lạp
- Ẩm thực Montenegro, các món ăn của Montenegro
- Ẩm thực Ottoman, các món ăn của Đế quốc Ottoman, và sự thừa hưởng của nó từ các ẩm thực khác
- Ẩm thực Romania, các món ăn của Romania
- Ẩm thực Serbia, các món ăn của Serbia

## Hình ảnh

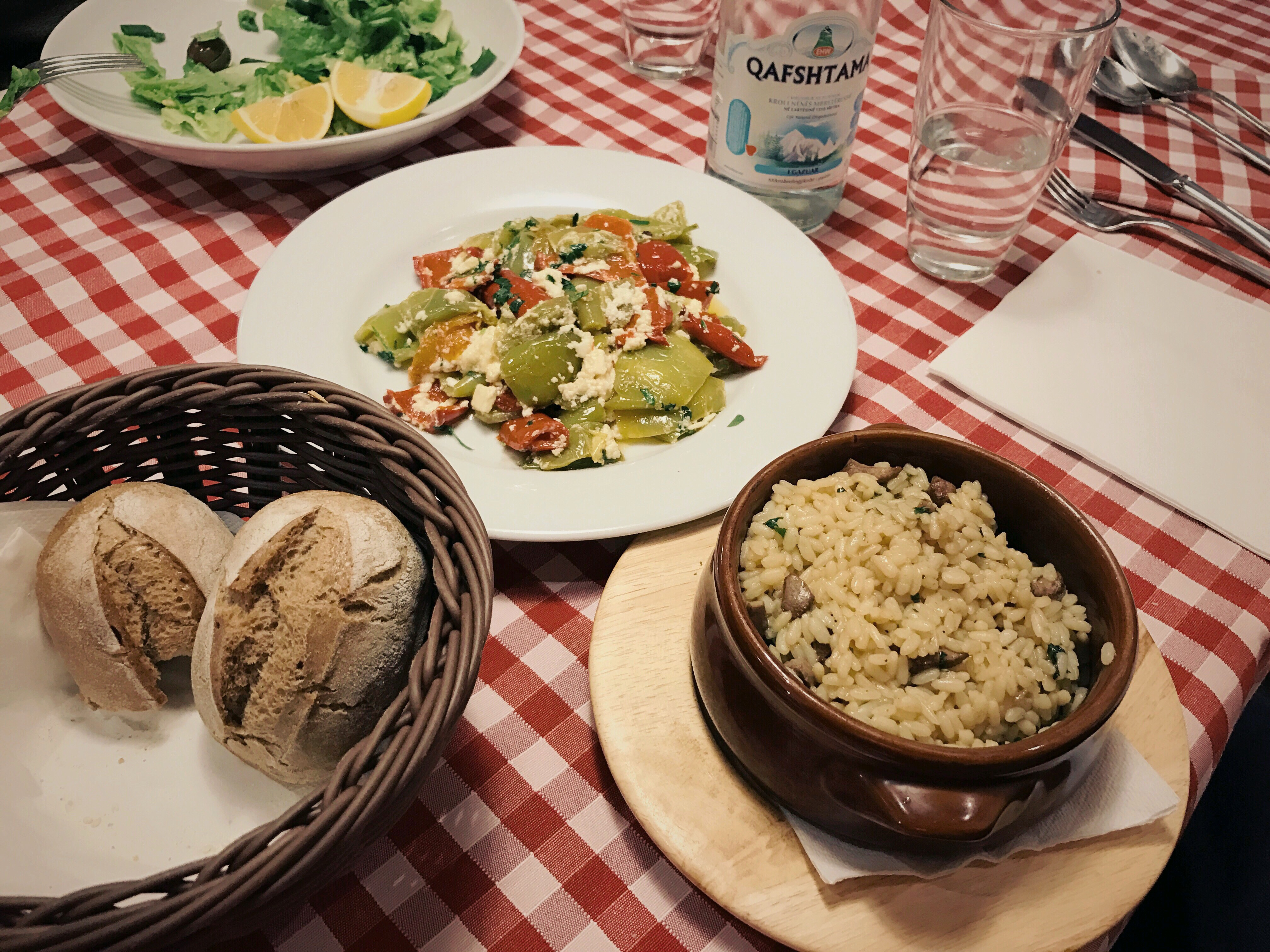
Bữa ăn truyền thống của người Albania trong bát đất nung
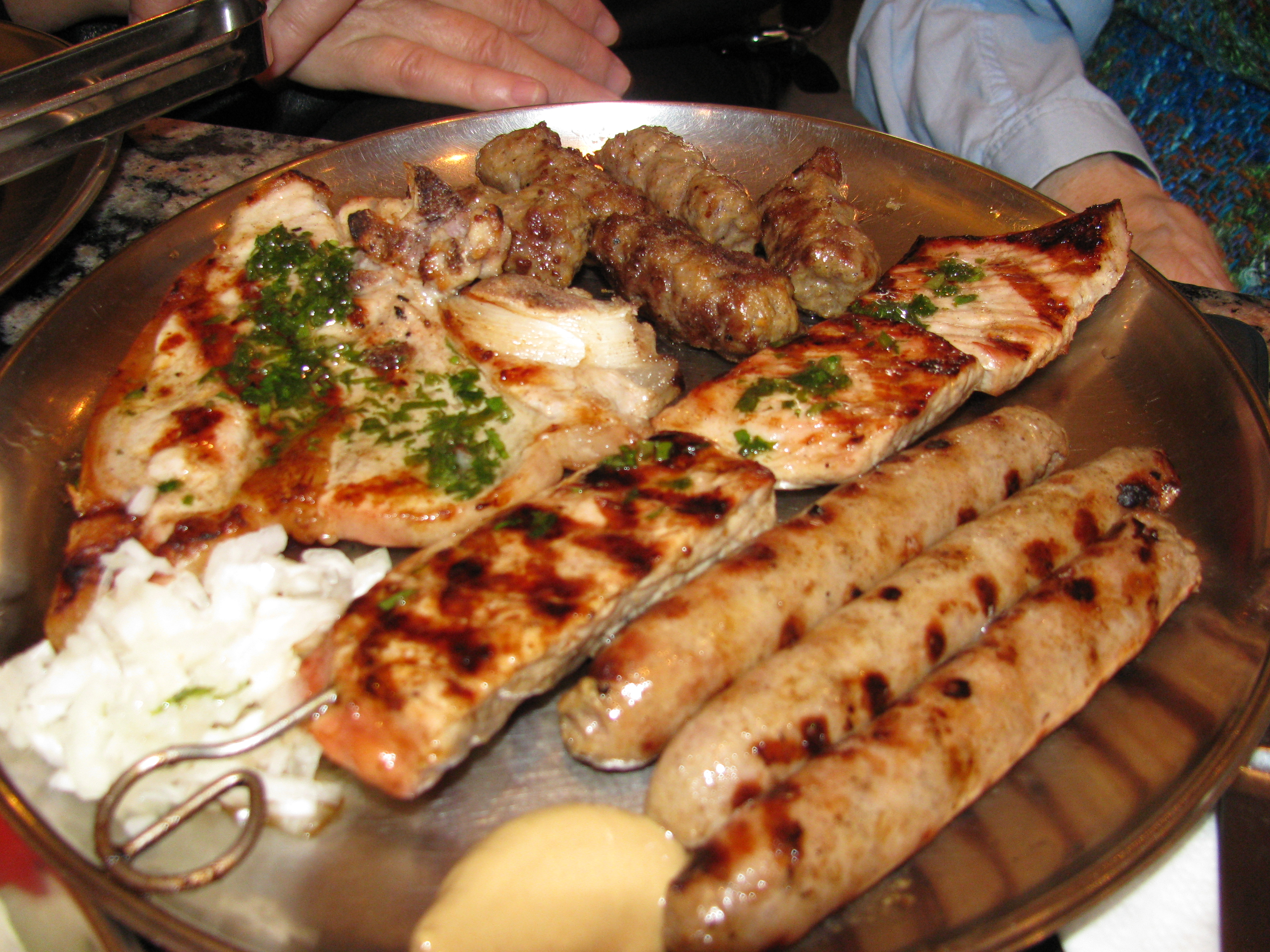
Đĩa thịt của Bosnia và Herzegovina
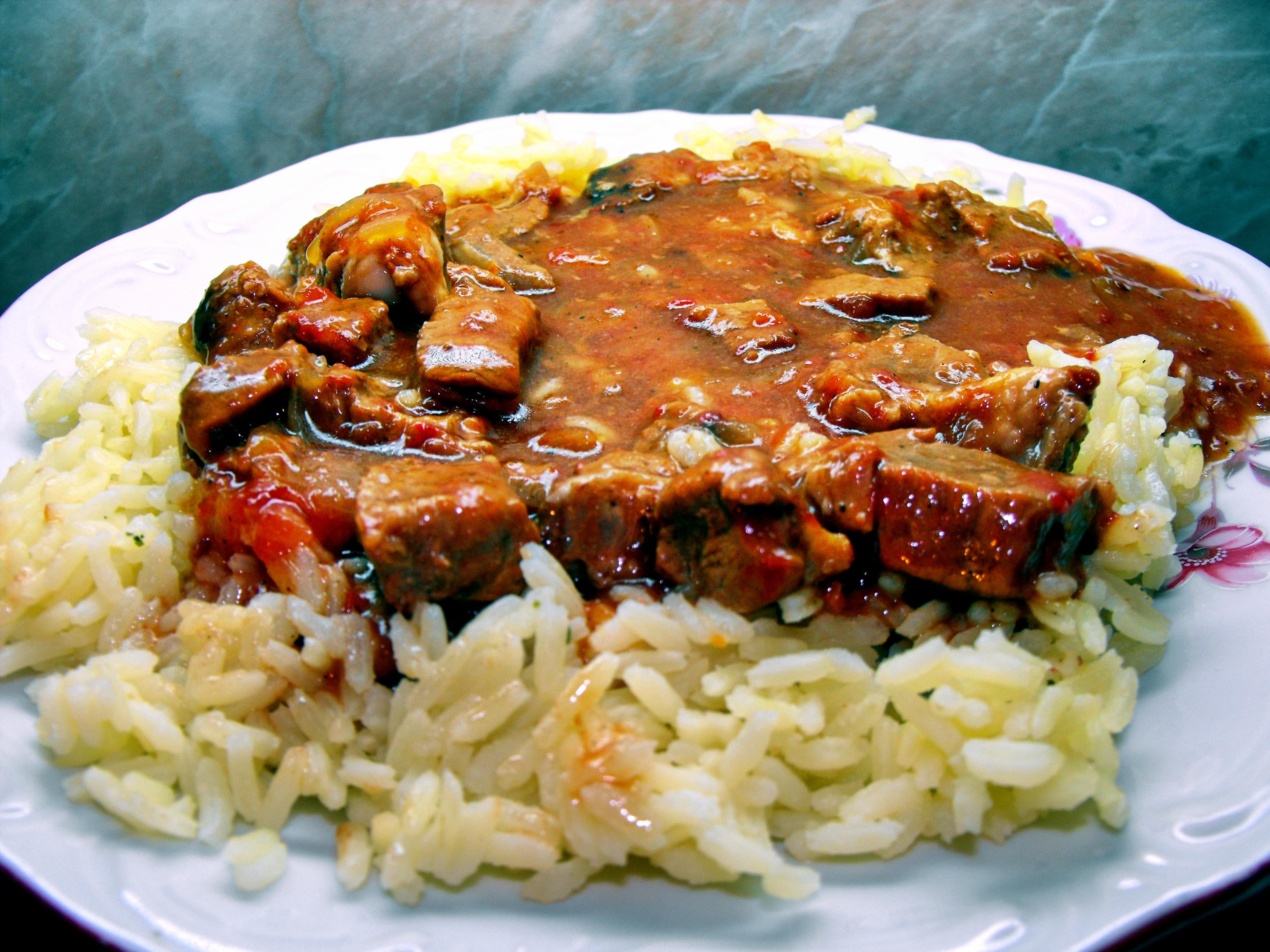
Kebab Bulgaria với cơm.
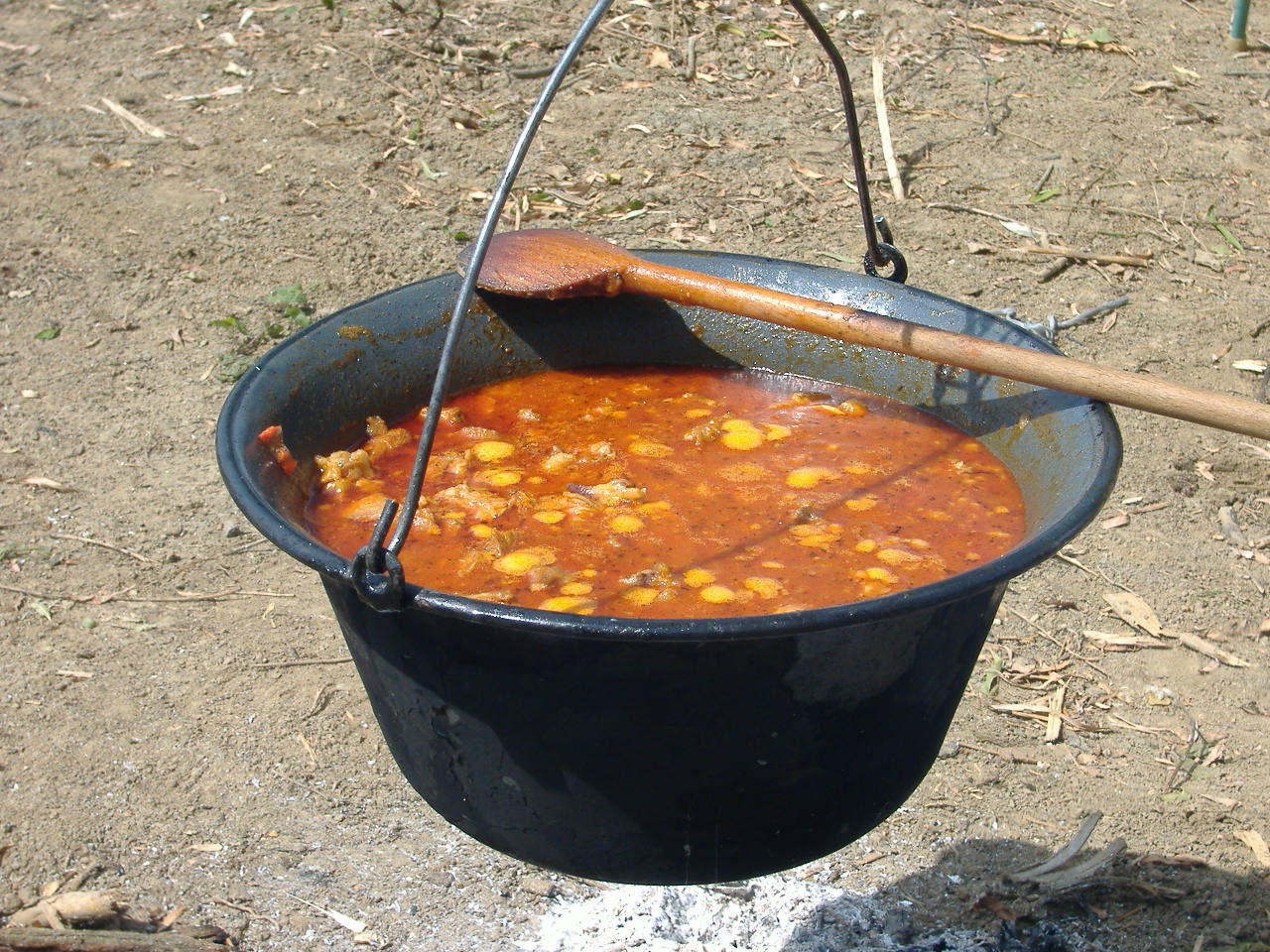
Goulash rất phổ biến ở hầu hết các vùng của Croatia
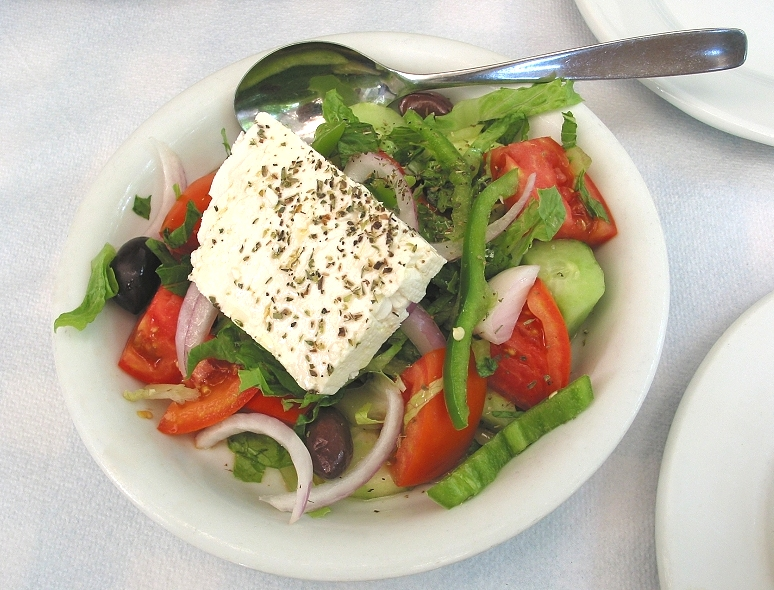
Salad Hy Lạp cơ bản
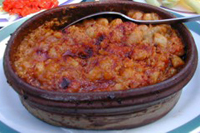
Tavče-gravče, món ăn quốc gia của Macedonia
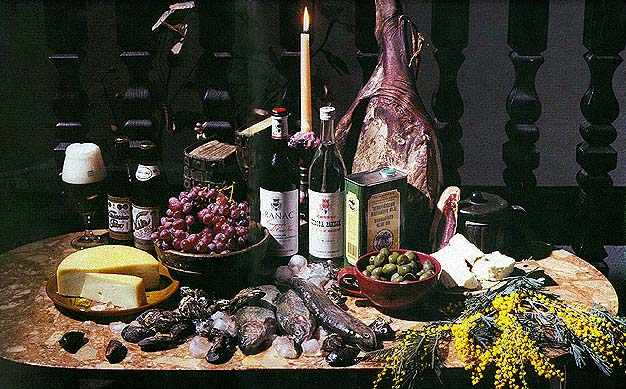
Đồ ăn Montenegro
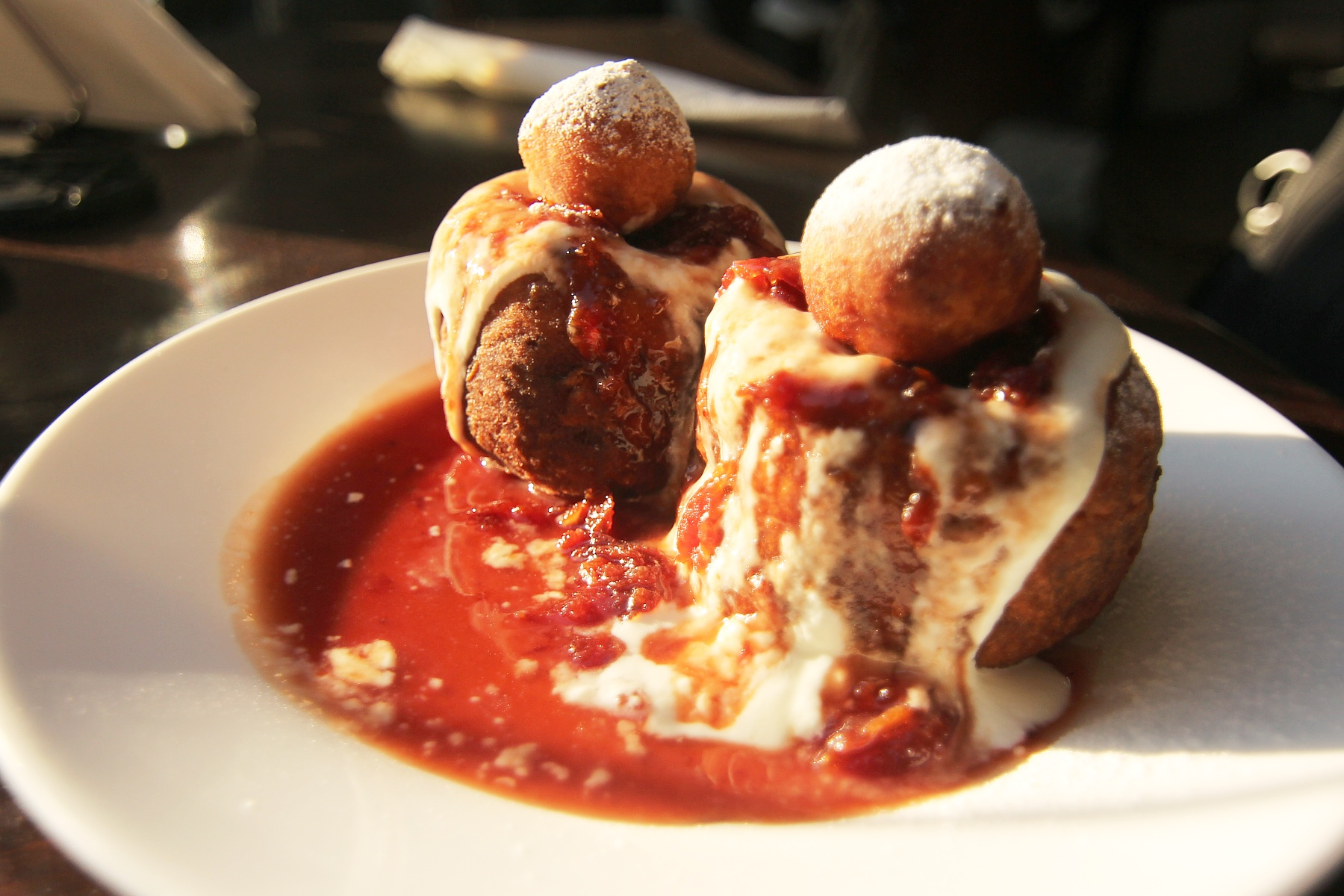
Papanași, bánh doughnut của Romania
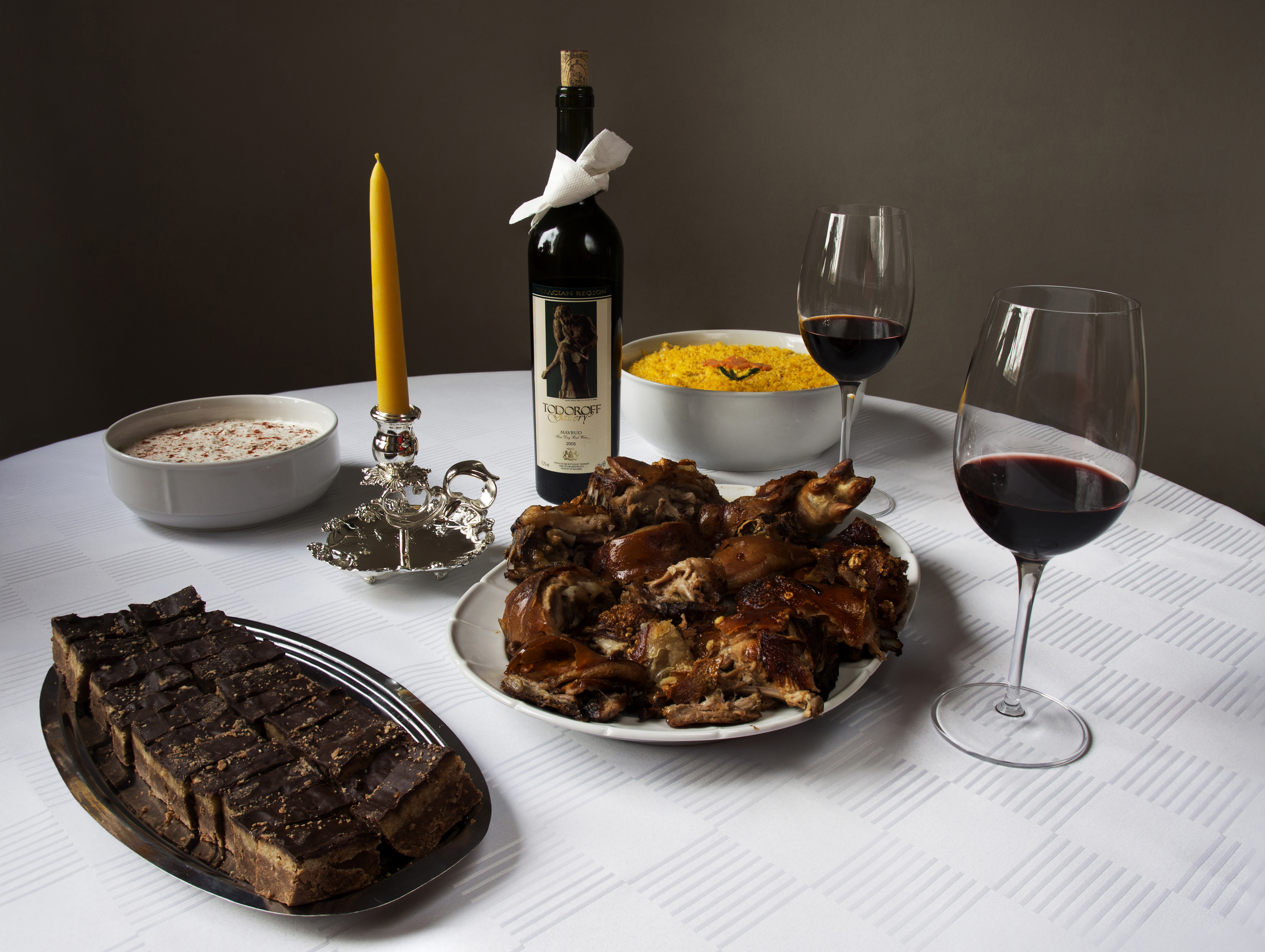
Đồ ăn Giáng Sinh điển hình của Serbia